# Sarkis Rizzi
Sarkis Rizzi (Sarkis el-Rizzi arabisch سركيس الرزي, Serge, lat.: Sergius Risius; * 1572 in Bkoufa; † Juni 1638 in Rom) war ein libanesischer Bischof der Maroniten. Auf seine Initiative hin wurde der erste Druck eines Buches in einem arabischen Land verwirklicht.

## Biografie
Die Familie stellte zu dieser Zeit drei Patriarchen der Maroniten: seine beiden Onkel Mikhayil (Michel, arabisch ميخائيل الأول الرزي, 1567-1581) und der gleichnamige Sarkis (Serge, arabisch سركيس الرزي 1581-1596) sowie seinen jüngeren Bruder Youssef (Joseph, arabisch يوسف الثالث الرزي 3.Oktober 1596 – 26. März 1608). Youssef war Abt des Antoniuskloster Quzhaya im Wadi Qadischa nach der Wahl seines Onkels Sarkis zum Patriarchen und wurde 1595 zum Bischof ernannt.
Der junge Sarkis gehörte 1584 zur ersten Gruppe Studenten am Pontificio Collegio dei Maroniti in Rom. Rizzi wurde in Rom zum Diakon geweiht und zum Priester, bevor er 1596 in den Libanon zurückkehrte. Im September–Oktober dieses Jahres war er bei der Zweiten Synode von Qannoubine aktiv. Die Synode wurde geleitet durch den päpstlichen Legaten Jérôme Dandini. Bei dieser Synode wurde sein Bruder Youssef zum Patriarchen gewählt. Daraufhin übernahm er dessen Amt als Haupt des Konvents von Quzhaya. Er wurde 1600 durch seinen Bruder zum Bischof geweiht (als Metropolit von Damaskus), blieb aber weiterhin im Kloster.
1606 sandte ihn der Patriarch nach Rom als Leiter einer Gesandtschaft, die dem neuen Papst Paul V. seine Glückwünsche überbrachte. Er verließ Tripoli im Oktober 1606 und erreichte Rom am 19. April 1607. Der Patriarch Youssef starb am 26. März 1608. Aufgrund von Schwierigkeiten, die die osmanischen Behörden machten, konnte die Wahl seines Nachfolgers Johannes VIII. Machlouf (يوحنا التاسع مخلوف) nicht vor Anfang 1609 erfolgen. Der neue Patriarch musste tatsächlich sogar einige Zeit nach Chouf fliehen. Rizzi kehrte daraufhin in den Libanon zurück. Irgendwann zwischen 1609 und 1610 kam er dort an. Doch der neue Patriarch leitete eine Politik der Reaktion ein gegen die Familie Rizzi, die 40 Jahre lang die Macht in der Kirche ausgeübt hatte. Das Kloster Quzhaya wurde ebenfalls an den Bischof vor Ort zurückgegeben und Youssef Rizzi exkommuniziert.
Sarkis Rizzi kehrte daraufhin endgültig nach Rom zurück, welches er irgendwann vor 1621 erreichte. Dort beschäftigte er sich mit vielen herausgeberischen Projekten: Die Ausgabe des maronitischen Breviariums 1624, der Druck der Syrischen Grammatik des Abraham Ecchellensis 1628, der Thesaurus des franziskanischen Orientalisten Tommaso Obizzino (Tommaso da Novaria) 1636. Er arbeitete auch an dem Projekt der arabischen Bibel, dessen Fertigstellung bis 1671 andauern sollte.

## Der Psalter von Quzhaya
Sein Name ist besonders verbunden mit der Herausgabe des Psalters von Quzhaya, einer Ausgabe des Buch der Psalmen in Syrisch und Garschuni (Arabisch geschrieben mit dem Syrischen Alphabet). Dies war das erste Buch überhaupt, das im Libanon und der ganzen Region der Levante gedruckt wurde. Dieser Druck blieb der einzige für fast ein ganzes Jahrhundert.
Vorher waren die einzigen gedruckten Bücher, die im Libanon in Umlauf waren, die Katechismen in Garschuni und die arabische Version der Professio fidei Tridentinae, die gleichfalls in Garschuni abgefasst waren. Der Jesuit Giovanni Battista Eliano hatte diese 1580 aus Rom mitgebracht. Ein weiteres Buch mit maronitischen Gebeten war 1584 in Rom gedruckt worden und in den folgenden Jahren entstanden weitere Drucke in verschiedenen italienischen Städten.
Der Psalter von Quzhaya umfasst 268 Seiten (acht ohne Nummerierung, dann 260 Seiten mit Nummerierung in syrischen Buchstaben). Die Kopfzeilen der Seiten tragen in Rot den syrischen Titel Ktobo d-mazmuré (Buch der Psalmen). Es sind 150 kanonische Psalmen sowie ein apokrypher, der offensichtlich der syrischen Tradition entstammt, vier biblische Cantici und ein weiteres von Ephräm dem Syrer (nur auf syrisch). Die Texte sind auf den Seiten in zwei Kolonnen angeordnet, Syrisch rechts und Garschuni links. Da der arabische Text länger ist, haben die Buchstaben unterschiedliche Größen um die Parallelität zu erhalten. Auf der ersten Seite findet sich die Signatur von Sarkis (Sergius Risius Archiepiscopus Damascenus) mit seinem Wappen und den folgenden Angaben: «In der verehrten Einsiedelei des heiligen Tales von Quzhaya im Gebirge Libanon, Werk des Meisters Pasquale Eli und des geringen Youssef ibn Amimeh de Karmsaddé, genannt Diakon, im Jahr 1610 des Herrn». Auf der dritten Seite findet sich das Vorwort an den Leser, geschrieben in Garschuni von Sarkis Rizzi. Auf Seite 258 steht die Imprimatur durch den Bischof von Ehden, Girgis ibn Amira (wohl aus Rache keine Erwähnung von Patriarch Jean Makhlouf). Die letzten zwei Seiten werden eingenommen vom Kolophon, das in der ersten Person verfasst ist von Diakon Youssef ibn Amimeh, der erklärt, dass er durch seine Mutter der Neffe des Initiators Sarkis Rizzi ist. Er bedankt sich bei allen Mitarbeitern des Unternehmens. Das Datum der Unterschrift ist präzise: 10. November 1610.
Sarkis ließ einen Druckermeister aus Italien kommen: Pasquale Eli aus Camerino, der die Arbeit anleitete. Man weiß jedoch nicht, ob der Bischof während dieses Jahres selbst im Libanon weilte, oder ob er sich in Rom aufhielt und sein Neffe allein das Unternehmen ausführte. Unbekannt ist auch die Herkunft der Drucktypen (zwei Typen in unterschiedlichen Größen): wurden sie ebenfalls aus Italien gebracht, oder vor Ort hergestellt? Sie sind aus keiner anderen Ausgabe bekannt. Die filigrane Ausführung spricht für die Herstellung in Italien.
Die Ausgabe war lange Zeit nur wenig bekannt. Gabriel Sionita (Jibrā'īl aṣ-Ṣahyūnī) behauptet in seinem Vorwort zu seinem zweisprachigen Psalter (syrisch-lateinisch, Paris, 1625), dass er die erste gedruckte Ausgabe dieses Textes in syrischer Sprache verfertigt habe. Der Patriarch Estephane Douaihy (1630–1704) erwähnt das Werk in keiner seiner zahlreichen Schriften über die Gemeinschaft und Kultur der Maroniten. dans ses nombreux écrits sur la communauté et la culture maronites, ne la mentionne jamais. Es ist jedoch sicher, dass dieser Druck 1610 stattgefunden hat. In dem Exemplar, das in der Stadtbibliothek Nürnberg erhalten ist, ist vermerkt, dass es 1611 für zwei Piaster vom Bischof von Ehden erworben wurde durch den Gelehrten deutschen Tobias Adami. Leone Allacci beruft sich in seiner Apes Urbanæ, sive de viris illustribus (Rom, 1633) auf Sarkis Rizzi und bestätigt die Ausgabe. Die erste Bibliografie, welche die Ausgabe erwähnt, ist jedoch erst die Bibliotheca sacra von Jacques Lelong 1709.
Es sind auch nur wenige Exemplare bekannt: jeweils eines in der Bibliothèque nationale de France (A-495); in der Bibliothèque Sainte-Geneviève (Fol A58 Inv. 62 Res.); in der Stadtbibliothek Nürnberg (Solg. Ms. 21 2); in der Herzog August Bibliothek in Wolfenbüttel (Bibel-S. 4° 227); und im Libanon in der Bibliothèque orientale der Université Saint-Joseph (USJ-BO 26C2) sowie in der Bibliothèque centrale der Universität St. Esprit, Kaslik (USEK Pat. 291).

## Erbe
Es gibt keine Informationen über den Verbleib der Materialien der Druckerei nach der Herstellung des Buches. Es gab einen weiteren Versuch, eine Druckerei im Libanon-Gebirge einzurichten (1627) und anscheinend war auch diejenige, die im Kloster Quzhaya eingerichtet worden war, schon verloren gegangen. Als der libanesische Maronitische Orden die Gebäude 1708 zurückerhielt, gab es keinerlei Einrichtungsgegenstände mehr und eine Druckerei wurde erst am Anfang des 19. Jahrhunderts wieder eingerichtet. Nach der einmaligen Herstellung Psalters von Quzhaya wurde das Drucken erst am Ende des 18. Jahrhunderts wieder in der Levante eingeführt durch den melkitischen Patriarchen Athanasius IV. (1720–1724): er erwarb eine Druckerpresse aus Bukarest und richtete 1704 eine Druckerei in Aleppo ein; einige Ausgaben biblischer und liturgischer Texte erschienen dort zwischen 1706 und 1711, bevor auch diese Aktivität wieder abgebrochen wurde. Erst 1733 errichtete der melkitische Diakon Abdallah Zakher dauerhaft eine Druckerei im Kloster von Saint-Jean de Choueir.

## Werke
- Bible arabe, Ancien et Nouveau Testament. 1. Januar 1671 Soc. bibl. brit. et étr.
- Kitāb al-ʻahd al-Jadīd, yaʻna, Injīl al-Muqqas li-Rabbinā Yesūʻ al-Masīh. Sergius Risius, 1. Januar 1850 Wilyam Wāṭs-Verlag.

## Bibliographie
- Johann Christian Döderlein: Repertorium für Biblische und Morgenländische Litteratur. Teile 3-4. Weidmanns Erben und Reich, 1778, S. 84.
- Johann Heinrich Zedler, Carl Günther Ludovici: Großes vollständiges Universallexikon aller Wissenschaften und Künste. Band 37: Send-Si. Halle 1706-1751, Sp. 374.
- Johann Salomo Semler: Versuch eines fruchtbaren Auszugs der Kirchengeschichte. Des 17ten Jahrhunderts erster Abschnitt. Band 3, Hemmerde 1778, S. 141.
- P.B. Dirksen: The Transmission of the Text in the Peshitta Manuscripts of the Book of Judges. Brill, Leiden 1972, S. 15
- Joseph Moukarzel: Le psautier syriaque-garchouni édité à Qozhaya en 1610. Enjeux historiques et présentation du livre. In: Mélanges de l’Université Saint-Joseph. Band 63, 2010-2011, S. 511–566.
- Joseph Nasrallah: L’imprimerie au Liban. Imprimerie de Saint-Paul, Harissa (Liban) 1949.